# Епархия Сегеда-Чанада
Епархия Сегеда-Чанада (венг. Szeged-Csanád Egyházmegye, лат. Dioecesis Szegediensis-Csanadiensis) — католическая епархия латинского обряда в Венгрии с центром в городе Сегед. Входит в состав митрополии Калоча-Кечкемет.
Епархия основана в период христианизации Венгрии в 1035 году. После того как Иштван Святой отвоевал земли на юго-востоке страны у языческих вождей, он поставил Герарда Венгерского епископом этих территорий. Название исторического комитата Чанад восходит к имени племянника Иштвана Святого. C момента основания до 1982 года епархия назвалась «Епархия Чанада», 5 августа 1982 года получила современное название.
По данным на 2004 год в епархии насчитывалось 440 000 католиков (47 % населения), 117 священников и 129 приходов. Кафедральным храмом епархии является Собор Пресвятой Девы Марии в Сегеде, известный также как «Вотивная церковь». С 2006 года епархию возглавляет епископ Ласло Кишш-Риго (венг. Kiss-Rigó László).
Имеет в собственности футбольный клуб «Академия Сегед-Чанада Грошича».